# Bristol Aztecs
I Bristol Aztecs sono una squadra di football americano di Filton, in Inghilterra, fondata nel 1990. Hanno vinto tre campionati britannici di secondo livello e uno di terzo livello (validi anche come BritBowl di categoria).
Hanno un secondo team chiamato Bristol Apache.

## Dettaglio stagioni

### Amichevoli
| Stagione | Vin | Par | Per | Tot | PF | PS | avversaria        |
| -------- | --- | --- | --- | --- | -- | -- | ----------------- |
| 2016     | 0   | 0   | 1   | 1   | 17 | 33 | Wembley Stallions |
| Totale   | 0   | 0   | 1   | 1   | 17 | 33 |                   |

### Tornei nazionali

#### Campionato

##### BAFA NL Premiership
| Stagione | regular season | regular season | regular season | regular season | regular season | regular season | playoff | playoff | playoff | playoff | playoff | playoff          | playoff           |
|          | Vin            | Par            | Per            | Tot            | PF             | PS             | Vin     | Per     | Tot     | PF      | PS      | risultato        | avversaria        |
| -------- | -------------- | -------------- | -------------- | -------------- | -------------- | -------------- | ------- | ------- | ------- | ------- | ------- | ---------------- | ----------------- |
| 2014     | 6              | 0              | 2              | 8              | 270            | 125            | 0       | 1       | 1       | 10      | 20      | Quarti di finale | Tamworth Phoenix  |
| 2015     | 3              | 0              | 5              | 8              | 169            | 212            | -       | -       | -       | -       | -       | -                | -                 |
| 2016     | 5              | 1              | 4              | 10             | 263            | 315            | -       | -       | -       | -       | -       | -                | -                 |
| 2017     | 5              | 0              | 5              | 10             | 281            | 202            | -       | -       | -       | -       | -       | -                | -                 |
| 2018     | 5              | 0              | 5              | 10             | 268            | 310            | -       | -       | -       | -       | -       | -                | -                 |
| 2019     | 4              | 0              | 6              | 10             | 125            | 211            | -       | -       | -       | -       | -       | -                | -                 |
| 2022     | 7              | 0              | 3              | 10             | 288            | 135            | 0       | 1       | 1       | 27      | 32      | Semifinale       | Manchester Titans |
| Totale   | 35             | 1              | 30             | 66             | 1664           | 1510           | 0       | 2       | 2       | 37      | 52      |                  |                   |

Fonti: Enciclopedia del Football - A cura di Massimo Mezzetti

##### BAFA NL National/BAFA NL Division One
| Stagione | regular season | regular season | regular season | regular season | regular season | regular season | playoff | playoff | playoff | playoff | playoff | playoff   | playoff    |
|          | Vin            | Par            | Per            | Tot            | PF             | PS             | Vin     | Per     | Tot     | PF      | PS      | risultato | avversaria |
| -------- | -------------- | -------------- | -------------- | -------------- | -------------- | -------------- | ------- | ------- | ------- | ------- | ------- | --------- | ---------- |
| 2014     | 6              | 0              | 4              | 10             | 258            | 249            | -       | -       | -       | -       | -       | -         | -          |
| 2018     | 1              | 0              | 9              | 10             | 87             | 435            | -       | -       | -       | -       | -       | -         | -          |
| Totale   | 7              | 0              | 13             | 20             | 345            | 684            | -       | -       | -       | -       | -       |           |            |

Fonti: Enciclopedia del Football - A cura di Massimo Mezzetti

##### BAFA NL Division Two
| Stagione | regular season | regular season | regular season | regular season | regular season | regular season | playoff | playoff | playoff | playoff | playoff | playoff                        | playoff             |
|          | Vin            | Par            | Per            | Tot            | PF             | PS             | Vin     | Per     | Tot     | PF      | PS      | risultato                      | avversaria          |
| -------- | -------------- | -------------- | -------------- | -------------- | -------------- | -------------- | ------- | ------- | ------- | ------- | ------- | ------------------------------ | ------------------- |
| 2015     | 7              | 0              | 1              | 8              | 309            | 142            | 2       | 1       | 3       | 79      | 98      | Finale Southern Conference     | Bury Saints         |
| 2016     | 7              | 0              | 3              | 10             | 309            | 95             | 1       | 1       | 2       | 73      | 52      | Semifinale Southern Conference | Oxford Saints       |
| 2017     | 10             | 0              | 0              | 10             | 363            | 107            | 1       | 1       | 2       | 59      | 51      | Semifinale Southern Conference | Berkshire Renegades |
| 2022     | 8              | 0              | 0              | 8              | 325            | 36             | 3       | 0       | 3       | 84      | 13      | Campioni                       | Highland Stags      |
| Totale   | 32             | 0              | 4              | 36             | 1306           | 380            | 7       | 3       | 10      | 295     | 214     |                                |                     |

Fonti: Enciclopedia del Football - A cura di Massimo Mezzetti

### Riepilogo fasi finali disputate
| Anno              | Luogo | Evento               | Fase del torneo                | Incontro                             | Risultato |
| 24 agosto 2014    |       | BAFA NL Premiership  | Quarti di finale               | Tamworth Phoenix - Bristol Aztecs    | 20 - 10   |
| 13 settembre 2015 |       | BAFA NL Division Two | Finale Southern Conference     | Bury Saints - Bristol Apache         | 47 - 17   |
| 28 agosto 2016    |       | BAFA NL Division Two | Semifinale Southern Conference | Oxford Saints - Bristol Apache       | 40 - 19   |
| 27 agosto 2017    |       | BAFA NL Division Two | Semifinale Southern Conference | Bristol Apache - Berkshire Renegades | 27 - 33   |
| 21 agosto 2022    |       | BAFA NL Premiership  | Semifinale                     | Manchester Titans - Bristol Aztecs   | 32 - 27   |
| 4 settembre 2022  |       | BAFA NL Division Two | Britbowl                       | Highland Stags - Bristol Apache      | 7 - 17    |

## Palmarès
- 3 BritBowl/Titoli britannici di 2º livello (1997, 2003, 2005)
- 1 BritBowl/Titolo britannico di 3º livello (2022)